# Wehrpathologische Lehrsammlung der Sanitätsakademie der Bundeswehr
Die Wehrpathologische Lehrsammlung der Sanitätsakademie der Bundeswehr in München ist eine Sammlung anatomischer Präparate. Sie gehört neben der Wehrgeschichtlichen Lehrsammlung zu den beiden Lehrsammlungen der Lehrgruppe Ausbildung der Sanitätsakademie der Bundeswehr.

## Beschreibung
Mit über 3.000 pathologischen und anatomischen Ausstellungsstücken, die seit dem Ersten Weltkrieg gesammelt wurden, zählt sie zu den größten anatomischen Lehrsammlungen. Diese Institution dient hauptsächlich der Aus- und Weiterbildung medizinischen Fachpersonals, wie Sanitätsoffizieren des aktiven Dienstes und der Reserve, sowie von Sanitätsunteroffizieren und des medizinisch-technischen Hilfspersonals. Zu Ausbildungszwecken kann dieser Fundus auch von zivilen Krankenpflegeschulen und Feuerwehren besucht werden. Der breiten Öffentlichkeit ist eine Besichtigung in der Regel nicht möglich.
Die Wehrpathologische Lehrsammlung stellt erkrankte und missgebildete Organe, Stich- und Schussverletzungen, Lungenschäden durch Chemische Waffen, missgebildete und erkrankte Gliedmaßen, sowie Skelettteile aus.